# Быдгощский повет
Быдгощский повет (пол. Powiat bydgoski) — повет (район) в Польше, входит как административная единица в Куявско-Поморское воеводство. Центр повета — город Быдгощ (в состав повета не входит). Занимает площадь 1394,8 км². Население — 112 992 человека (на 31 декабря 2015 года).

## Административное деление
- города: Короново, Солец-Куявски
- городско-сельские гмины: Гмина Короново, Гмина Солец-Куявски
- сельские гмины: Гмина Бяле-Блота, Гмина Домброва-Хелминьска, Гмина Добрч, Гмина Нова-Весь-Велька, Гмина Осельско, Гмина Сиценко

## История
Повет занимает территорию каштянства Куявии под условным названием Быдгощско-Вышогрудское княжество, в историческое время именуемое Северными Куявами и возникшее в результате раздела владения князя Земомысла Иновроцлавского (ок. 1245—1287).

## Демография
Население повета дано на 31 декабря 2015 года.
| Перепись            | Всего   | Мужчины | Женщины |
| ------------------- | ------- | ------- | ------- |
| Всего               | 112 992 | 55 946  | 57 046  |
| Городское население | 26 968  | 12 998  | 13 970  |
| Сельское население  | 86 024  | 42 948  | 43 076  |